# Каприно Бергамаско
Капрѝно Бергама̀ско (на италиански: Caprino Bergamasco; на ломбардски: Cavrì, Каври) е малкло градче и община в Северна Италия, провинция Бергамо, регион Ломбардия. Разположено е на 315 m надморска височина. Населението на общината е 3056 души (към 2018 г.).